# Enyo cavifer
Enyo cavifer är en fjärilsart som beskrevs av Rothschild och Jordan 1903. Enyo cavifer ingår i släktet Enyo och familjen svärmare. Inga underarter finns listade i Catalogue of Life.

Enyo cavifer ♀
Enyo cavifer ♀ △